# Аркадия (роман Сидни)

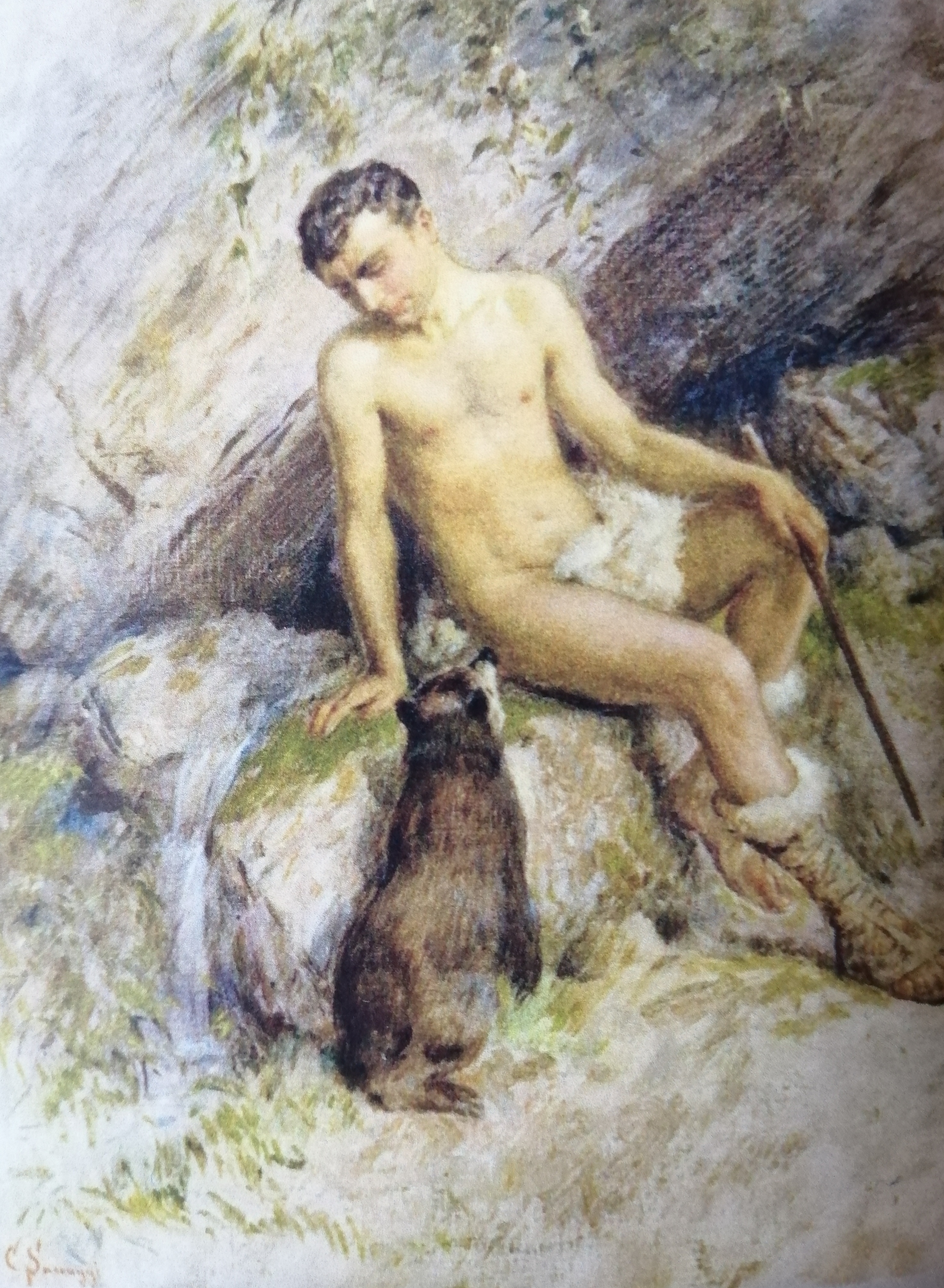
Пастух Аркадии, работа Чезаре Саккаджи.

«Арка́дия» (англ. Arcadia) — пасторальный роман Филипа Сидни, оставшийся незаконченным. Был впервые опубликован в 1590 году.

## История
Текстология «Аркадии» достаточно сложна. Сидни начал роман около 1577 г., совсем еще юношей, и закончил, видимо, в 1580 г., в имении своей сестры Мэри Герберт, графини Пемброк, в Уилтшире, где жил в своего рода неофициальном изгнании. Опубликован он не был. Переделывать его он принялся где-то между 1582 и 1584 гг. и ко времени своей смерти (1586) успел заново переписать две с половиной книги из пяти. Друг и биограф Сидни Фалк Гревиль издал в 1590 г. этот оборванный на половине фразы текст, а в 1593 г. Мэри Пемброк опубликовала сводный вариант, где к «Новой Аркадии» (то есть к последней редакции) было присоединено окончание «Старой», отчасти заново отредактированное, дабы устранить наиболее вопиющие противоречия между двумя частями. Наконец, в 1627 г. очередной издатель «Аркадии» сэр Уильям Александер сделал в текст вставку, чтобы заполнить сюжетный провал между двумя версиями романа, и в таком виде «Аркадия» прожила почти три столетия. Лишь в начале прошлого века рукопись «Старой Аркадии» была обнаружена и увидела свет в 1926 г.
Заново переписывая роман, Сидни не убрал почти ничего, но прибавил много; основные изменения шли по линии стиля, структуры и содержания. Стиль перерабатывался в направлении все возраставшей эмфатической усложненности, сюжет утратил прямолинейность (ход действия то и дело перебивается продолжительными экскурсами в прошлое), а к содержанию романа Сидни добавил столько, что сводный объем дополнений превысил весь объем «Старой Аркадии».

## Сюжет

### «Старая Аркадия»
Базилий, герцог Аркадии, вопрошает дельфийский оракул о грядущей судьбе и узнает из ответа, что его старшая дочь будет похищена, младшая воспылает противоестественной любовью, он сам изменит жене с нею самой, его зятья будут обвинены в его убийстве, а на его троне будет восседать чужеземный монарх. Дабы избежать свершения этих неясных угроз, Базилий с семейством удаляется от двора и живет в пасторальном уединении. Два странствующих в поисках приключений принца влюбляются в дочерей Базилия: Мусидор — в Памелу, старшую, Пирокл — в младшую, Филоклею. Оба, не имея другого способа изъяснить свою любовь, решают изменить свой образ: Мусидор выдает себя за пастуха, Пирокл — за амазонку. Им удается покорить сердца сестер, но в Пирокла, поверив обманной его внешности, влюбляется Базилий и, догадавшись об обмане,— жена Базилия Гинецея. Обе влюбленные пары пытаются бежать, схвачены, и принцы обвинены в убийстве Базилия. Судит их отец Пирокла, македонский король, и приговаривает к смерти. Узнав в них сына и племянника, подтверждает приговор, и в этот момент воскресение Базилия, находившегося под действием снотворного напитка, открывает возможность всеобщего примирения и подтверждает предсказание оракула.

### «Новая Аркадия»
В новой версии добавлена предыстория Мусидора и Пирокла — их подвиги в Малой Азии до прибытия в Аркадию: например, во Фригии и Понте принцы свергают тиранов и ставят на престол добрых монархов. Среди персонажей малоазиатского цикла выделяются два доблестных брата, Тидей и Теленор, рыцари во всех отношениях достойные, с одним лишь изъяном — служат не за страх, а за совесть Плексирту, тирану Пафлагонии, который, домогаясь власти, изгнал брата и ослепил отца. В конце концов он двух своих наивернейших слуг коварным образом умерщвляет. Пирокл и Мусидор кончают свой поход по Малой Азии тем, что, выполняя предсмертную волю Зельманы (дочери Плексирта), спасают её отца от очередной и более чем заслуженной кары и затем попадают, как Тидей и Теленор, в построенную неблагодарным ловушку. Корабль, доставивший принцев к берегам Пелопоннеса, снарядил Плексирт — рассчитывая, что пассажиры живыми на берег не сойдут.
Сидни усложнил сюжет еще двумя любовными историями. Первая — история Аргалуса и Партении. Вначале Аргалус выказывает себя достойным красавицы, преодолевая ряд многотрудных рыцарских испытаний. Когда все препятствия позади, соперник Аргалуса Демагорас, ревнуя к его успеху, губит несравненную красоту Партении. Аргалус настаивает на свадьбе, его любовь не пошатнулась, но Партения, и также во имя великой своей любви, отказывает ему в своей руке и исчезает. Демагорос изгнан из Аркадии и присоединяется к бунтующим илотам, которые выбирают его своим военачальником. Ничто, однако, не может спасти его от возмездия. Демагорас убит, но и Аргалус схвачен, и его ждет казнь. В этот момент к продолжению истории подключается Мусидор: он возглавляет военную экспедицию против илотов и в решительном бою узнает в их новом предводителе своего друга и двоюродного брата Пирокла, с которым расстался на охваченном огнём корабле. Аргалус освобожден, но несчастен. Следует явление неизвестной красавицы, похожей на возлюбленную Аргалуса как две капли воды; она объявляет о смерти Партении и о её предсмертной воле: Аргалус должен соединить свою судьбу с судьбой прекрасной вестницы. Это — последнее испытание, и из него Аргалус, отказавшись, выходит победителем. Незнакомка оказывается Партенией, к которой чудесным образом вернулась её красота. Влюбленные становятся счастливыми супругами.
Вторая история — об Амфиале, Филоксене и Елене. В Амфиала, племянника Базилия, влюблена королева Коринфа Елена; он же отвечает ей равнодушием, тем более что к числу поклонников Елены принадлежит его друг Филоксен. Филоксен, однако, не верит в благородство Амфиала, вынуждает его к бою и находит в этом бою смерть. Отец Филоксена, заменивший отца также и Амфиалу, умирает от горя при виде бездыханного тела сына.
Мать Амфиала Цекропия похищает Филоклею, Памелу и Пирокла в облике амазонки Зельманы (он заимствовал имя у дочери Плексирта), чтобы расчистить своему сыну путь к престолу. Амфиал о планах матери не подозревает. Он, однако, влюблен в Филоклею и потому не слишком горячо протестует, обнаружив её в своем замке в качестве пленницы. Только его любовь и удерживает Цекропию от того, чтобы расправиться с принцессами,— вместо этого она пытается склонить Филоклею (и одновременно, на всякий случай, Памелу) к тому, чтобы она ответила на чувство Амфиала. Начинает Цекропия с лести и уговоров, пытается сестер развратить, в том числе интеллектуально, посредством проповеди атеизма, затем переходит к пыткам и, наконец, угрожает Филоклее, что сделает её свидетельницей казни сестры. Действительно, казнь женщины, одетой в платье Памелы, совершается. Такой же спектакль разыгрывается для Памелы и Зельманы. Но все тщетно: принцессы верны своим возлюбленным.
Амфиал же, со своей стороны, выдерживает в отношениях с Филоклеей тон образцового куртуазного поклонника и отклоняется от этой линии поведения лишь в одном — отказывается подарить Филоклее свободу. Одновременно он весьма деятельно готовится к обороне замка и ищет союзников — механизм подготовки к гражданской войне описан с большой убедительностью. Пока длится осада, Амфиал ведет за стенами замка поединки: в итоге одного из них гибнет Аргалус, а затем находит смерть и Партения, вышедшая на безнадежный бой в доспехах Рыцаря Гробницы. В поединке с Черным Рыцарем (очередной псевдоним Мусидора) Амфиал тяжко ранен. Еще не оправившись от ранения, он узнает о муках, которым подвергаются пленницы, врывается к матери с обнаженным мечом в руках (намереваясь на её глазах лишить себя жизни), но становится причиной её гибели: увидев в сыне мстителя, Цекропия бросается с башни. Амфиал закалывается, и его, полумертвого, увозит с собой верная Елена.
Дальнейшая судьба пленниц нимало не становится легче, ибо дело Амфиала решает продолжить его грозный союзник Анаксий, знакомый Пироклу по его малоазиатским приключениям. Вначале он собирается незамедлительно казнить принцесс, затем, пленившись Памелой, меняет свои намерения на менее кровожадные, и теперь под угрозой оказывается не жизнь, а честь пленниц — в этот момент Зельмане попадает в руки оружие. Сразив двух братьев Анаксия, она вступает в бой с ним самим, и на очередном нанесенном и отраженном ударе текст Сидни обрывается. Все дальнейшее: победа Зельманы, штурм замка Мусидором, возвращение в пастораль — Сидни не принадлежит (и появилось только в издании Александера). Дальше идет «Старая Аркадия», лишь незначительно исправленная либо рукой Мэри Пемброк, либо кем-то из её доверенных лиц.

## Влияние
История Плексирта послужила основой для сюжетной линии Глостера в «Короле Лире».
Героиня первого романа Ричардсона обязана своим именем Памеле из «Аркадии».
Публикации текста
- Сидни Ф. Аркадия / Пер. с англ.; предисл. Л. Володарской. — РИОР, ИНФРА-М, 2011. — 640 с. — ISBN 978-5-369-00760-0.